# 강시소야
《강시소야》(Magic Story)는 홍콩에서 제작된 유영기 감독의 1987년 영화이다. 미기 등이 주연으로 출연하였고 나유 등이 제작에 참여하였다.

## 출연

### 주연
- 미기
- 성귀
- 손국명
- 화성
- 동표

### 조연
- 소기기
- 임수군
- 태보
- 동위
- 기방령
- 여강권

## 기타
- 무술감독: 리젠성
- 출품인: 허려화